# Albert Bohn
Albert Bohn (* 1955 in Arad, Volksrepublik Rumänien) ist ein rumäniendeutscher Schriftsteller, Dichter und Lehrer.

## Leben
Albert Bohn debütierte 1969 mit Prosa in der Karpatenrundschau (Brașov). Es folgten weitere Veröffentlichungen (Gedichte und Kurzprosa) in rumäniendeutschen Zeitungen und Zeitschriften wie Neue Banater Zeitung (Timișoara), Neue Literatur (Bukarest), Volk und Kultur (Bukarest) sowie in den mehrsprachigen Studentenzeitschriften Echinox (Cluj) und Forum Studențesc (Timișoara), aber auch in den Schülerzeitungen Wir über uns und Muguri. In der Anthologie „Befragung heute“ wurden zwei seiner Gedichte abgedruckt.
Nach seinem Militärdienst begann Bohn 1974 ein Studium an der Philologischen Fakultät der Universität Timișoara, der späteren West-Universität.
Bohn war von 1979 bis 1980 Deutschlehrer in Sanktanna, Kreis Arad, und von 1980 bis 1981 Deutschlehrer in Arad.
Albert Bohn ist eines der neun Gründungsmitglieder des Literaturkreises Aktionsgruppe Banat, der von 1972 bis 1975 bestand.
1975 stellte Bohn mit seiner Familie den Ausreiseantrag in die Bundesrepublik Deutschland. Im Oktober 1975 setzte ihn der rumänischen Geheimdienst Securitate fest und unterzog ihn langen Verhören. Zwar wurde er nach einer Woche entlassen, jedoch wurde weiter Druck auf ihn ausgeübt, unter anderem durch das Abhören seiner Telefongespräche.
Aufgrund des Ausreiseantrags erhielt Bohn 1981 Berufsverbot und durfte in Rumänien nicht mehr veröffentlicht werden. 1983 reiste Bohn nach Deutschland aus und zog sich aus der literarischen Szene zurück.
Nachdem Albert Bohn fast drei Jahrzehnte lang in der Privatwirtschaft tätig war, ist er seit 2021 wieder als Autor und als Herausgeber aktiv.

## Veröffentlichungen
- Wortmeldungen. Eine Anthologie junger Lyrik aus dem Banat, Temeswar 1972, mit Eduard Schneider
- Nun sag ich ein Märchen und Hab ich dir schon erzählt, wie hartnäckig manche Kinder sind? In: Claus Stephani (Hrsg.): Befragung heute. Junge deutsche Lyrik in Rumänien. Auswahl und Vorbemerkung von Claus Stephani. Kriterion Verlag, Bukarest 1974, S. 50–53.[12]
- Acum spun un basm (deutsch Jetzt erzähle ich ein Märchen). In: Ernest Wichner (Hrsg.): Ein Pronomen ist verhaftet worden. Die frühen Jahre in Rumänien. Texte der Aktionsgruppe Banat. Suhrkamp, Frankfurt am Main 1992, ISBN 3-518-11671-1. (edition suhrkamp 1671)
- Die Erinnerung bleibt. Donauschwäbische Literatur seit 1945. Eine Anthologie. Band 1, Sersheim 1995, Herausgeber: Stefan Teppert, ISBN 3-925921-24-9
- Europa erlesen. Banat, Klagenfurt 2011, Anthologie, Herausgeber: Miloš Okuka und Dareg Zabarah, ISBN 978-3-85129-895-6
- Die Verschleppung der Deutschen aus dem Banat in die Sowjetunion aus der Sicht ihrer Kinder. Erzählberichte, München 2021, Anthologie, ISBN 978-3-9818760-7-9[13]
- Deportationen. Literarische Blickwinkel, Ludwigsburg 2021, ISBN 978-3-86356-333-2, mit Anton Sterbling[11]